# Yemişli, Gercüş
Yemişli là một xã thuộc huyện Gercüş, tỉnh Batman, Thổ Nhĩ Kỳ. Dân số thời điểm năm 2011 là 665 người.